# イギリスのタワー・ブロック

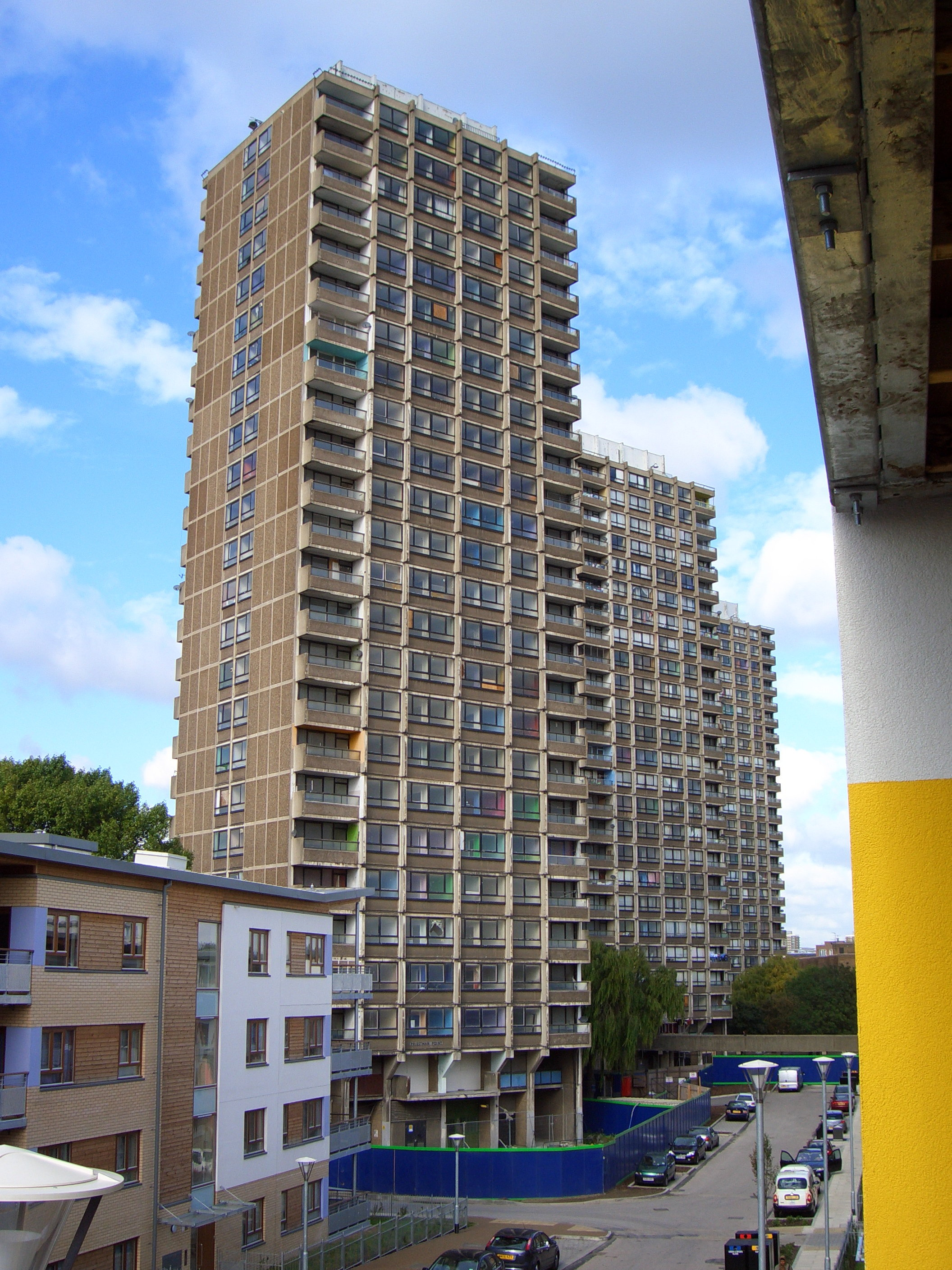
ロンドンのイーストエンド、ボウの「クロスウェイ・エステート (the Crossways Estate)」にあるタワー・ブロック3棟の改修前の姿。

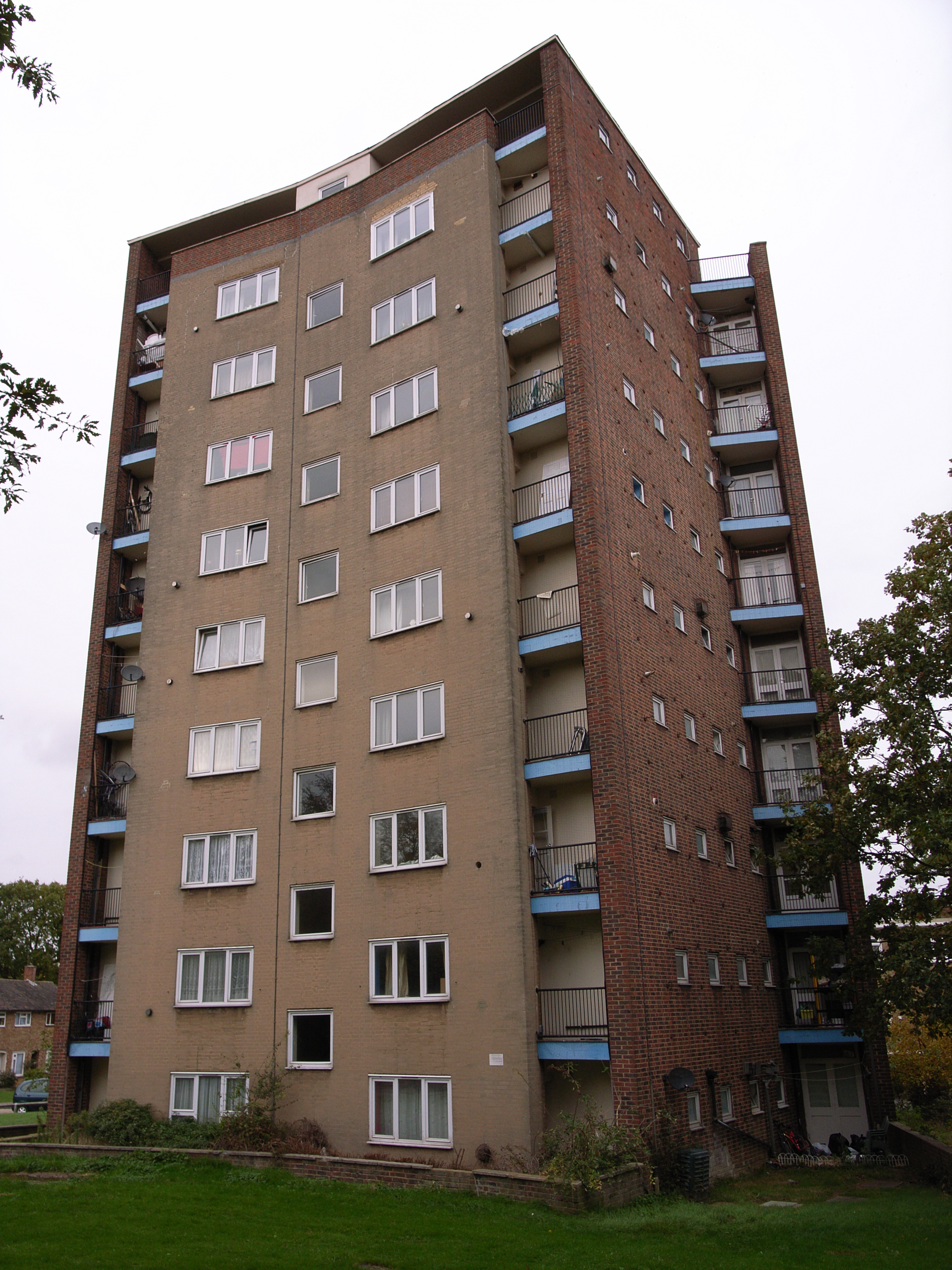
ザ・ローン1951年に完成し、タワー・ブロックの先駆となった。

タワー・ブロック（英語: tower block）と称される高層住宅の建設は、イギリスでは第二次世界大戦後に始まった。住宅用の高層建築としてのタワー・ブロックの最初の事例とされるハーロウ・ニュータウンの「ザ・ローン」は、1951年にエセックス州ハーロウで建設され、今では重要文化財建築物 (listed building) のグレード2に指定されている。多くの場合、タワー・ブロックは「応急処置 (quick-fix)」と見なされており、19世紀に建てられた住宅の老朽化や不衛生な状態が引き起こしていた諸問題に対処するため、あるいは、戦時中のドイツ軍の空襲によって破壊された建物に代えて、建てられていた。公共の公開空間を周囲に配したタワー群は、これに置き換えられる前の、各戸に小さな庭を備えたテラスハウスと同じ水準の人口密度を実現でき、また、より広い間取りとより良い眺望をもたらす上に、建設経費も低く抑えられた。当初、タワー・ブロックは大いに歓迎され、その優れた眺望が人気を呼んだ。しかし後に、建物の荒廃が進むと、好ましくない安普請の住居であるという評判が広まってゆき、多くのタワー・ブロックが犯罪発生率の上昇に直面し、不人気に拍車がかかった。これに対する対策のひとつとして、ハウジング・エステートの建設の増大策などが採られたが、それはそれで固有の問題性を抱えていた。イギリスにおけるタワー・ブロックは、1968年にロンドン東部で発生したローナン・ポイントの部分的な崩落事故の後、さらに不人気になった。

## デザイン
第二次世界大戦後のイギリスでは、タワー・ブロックの「建設ブーム」が1950年代から1970年代後半まで続き、建築としてのタワーブロック群は、その数を飛躍的に増加させた。この時期、各地の地方行政当局は、戦後の進歩を象徴するような、未来的で、人目を引くタワー・ブロック群を建設することで、有権者たちに良い印象を与えようとしていた。パトリック・ダンリービーも、リンゼイ・ハンレー (Lynsey Hanley) も、当時の建築家たちや都市計画家たちが、高層建築を推奨したル・コルビュジエの思想に影響されていたという見解で一致している。現代のタワー・ブロックには、住民たちの間に交流が生まれることを期待して設けられた施設もあり、一部のエステートに見られるル・コルビュジエ風の空中回廊も、その1例である。
住民たちに強い印象を与えただけでなく、各地の行政当局の都市計画家たちもタワー・ブロックの建設は、経費を節約することにつながると信じていた。一般的に、タワー・ブロックは、既存市街地の外縁部に位置する安価な緑地に建設された。こうした周縁部の敷地の適正な価格は、市街地内のインナーシティに比べて実勢価格で安価になるが、そうした敷地はしばしば、公共交通機関など、公共的なアメニティへのアクセスに不利である。また、同じようなタワー・ブロックが各地に数多く量産されることは、建設に際して、工業化された建設技術が用いられて経費が圧縮されると考えられた。トイレの設備やドアの取っ手など、画一的で、標準化された部材の使用は数多くのタワー・ブロックで共通して用いられるものと見込まれ、計画家たちは大量の部材の一括調達が、経費を圧縮するものと考えていた。
タワー・ブロックをめぐるキー・コンセプトのひとつは、当時の建築家たちや計画家たちの間で人気が高かったブルータリズムの建築手法であった。ブルータリズムの強調は、飾り気のない、峻厳なタワー・ブロックの建設へと繋がり、コンクリートむき出しの構造が大きな部分を占めた。タワー・ブロックの設計に当たって、コンクリートは中核であり、現場で即座に付け加えることも可能なコンクリートは設計者たちに限りない柔軟性を提供した。計画家たちにとっても、コンクリートは建設過程における銀の弾丸（魔法の弾丸）であり、経済的な上に「決して壊れないとまでは言えないとしても、耐久性に優れていた」。

## 社会問題

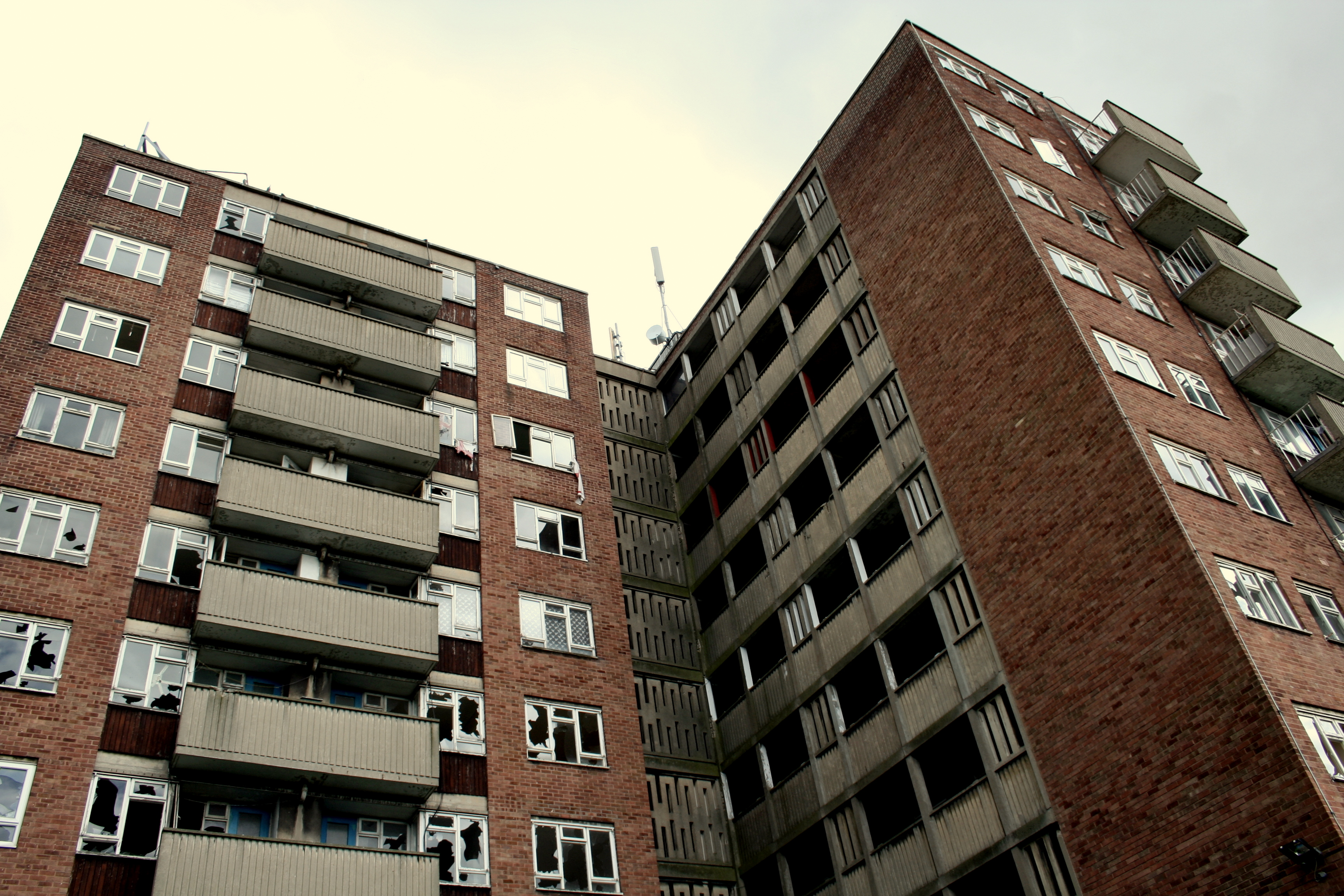
リーズのスウォークリフにあった「エルメット・タワーズ (Elmet Towers)」の荒廃の様相は、その解体につながった。

アリス・コールマンの1985年の著書『Utopia on Trial』は、タワー・ブロックを建設した計画家たちは、ル・コルビュジエの思想を模倣しようとして、社会問題を激化させてしまったのだと論じた。
建築家たちや地元の行政当局の意図は全く逆であったにもかかわらず、タワー・ブロックは、ハンレーが鋭く指摘したように「空中のスラム (slums in the sky)」と化した。建設時の無理な日程のために、複雑な建設工程が急がされ、やがてそれが多くのタワー・ブロックで、屋根からの漏水、コンクリートの劣化による剥離、鉄骨の腐食、建物に貫入する湿気など、構造上の老朽化を招くことになった。全国で同じようなタワー・ブロックを複製するように建設してきたために、計画家たちは、そのデザイン上の欠陥をも「災難」というべきほどに複製していったのであった。数多くのタワー・ブロックで、コンクリートは劣化の兆候を見せ、ひびが入り、建物の構造上の安定を脅かすほどになっていた。「ローナン・ポイント (Ronan Point) のタワー・ブロックで起きた忌まわしい事例は、他の多数のタワー・ブロックでも起きていた、急ごしらえの、基準未満の結果であった。タワー・ブロックは、かつての「未来的 (futuristic)」な様相を失い、コンクリートは設計者たちが想定していたような真っ白ではなく、汚染されたしみを帯びた、鈍い灰色で想起されるようになった。
デザイン上の誤った判断が、期待されていた建物の利点を台無しにしてしまっていた。住民たちに利益であるはずだったオープン・スペースは、何の魅力もない、何にも使われない、充分な監視が行き届かない空間になっていた。住民たちは、建物の周囲の大きなオープン・スペースは、現実的には誰のものでもなく、これを維持することは困難だと感じていた。維持管理が行き届かず、コミュニティの環境に治安上の不安が生じると、タワー・ブロックの荒廃が進み、社会的問題が増加する。共用エレベーターは、それが頻繁に故障するという問題を別にしても、ひとりで行動している人々には恐怖を覚えさせるものとなっていた。「清潔感のある香りのする、何もいたずら書きなどがされていないエレベーターに乗り込む」という機会は、極めて稀なことであった。都市の周縁部に数多く建てられていたタワー・ブロックは、その住民に孤立感や、社会からの断絶感を感じさせていた。外部者や新参者も、タワー・ブロックの 威圧的なデザインに、恐怖感や、非社交性を感じ取っていた。
アン・パワー (Anne Power) は、多くのタワー・ブロックで治安の問題が持ち上がっているのは、タワー・ブロックのデザインと構造の直接の帰結だと論じた。侵入盗、ヴァンダリズム、路上強盗などがしばしば起こりるが、こうした犯罪は建物の死角となっている部分、迷路のようになっている内部の通路、照明が不充分な角の暗がりなどを悪用している。警察もしばしばタワー・ブロックに出動要請されるが、それほど頻繁に足を踏み入れているわけではなく、非行がはびこるタワーに平安をもたらすには程遠い頻度でしかない。各地の地方行政は、特定のブロックの中に、揉め事を起こすような振る舞いをしがちな「問題家族」がいるかどうかを把握し始めたが、ハンレーは、こうした政策は、「さらなる疎外と ... ニヒリズム、そして忍び寄る無法状態を招くだけ」だと論じている。パトリック・ダンリービーもこの見解を支持し、タワー・ブロックに長く居住している者には精神衛生上、有害な影響があるかもしれないと示唆している。
地方行政当局も、その仕事を受ける建築家たちも、調和のある、生き生きとしたコミュニティを推進するようなタワー・ブロックを生み出そうと意図してきたが、しばしば理想からかけ離れた結果が生じてきた。戦後のタワー・ブロックは、その当初から失敗の掛け合わせの間の妥協の産物であり、地方行政当局は実際的ではない建築手法を広め、設計施工の失敗はそれを何回も繰り返したことにあり、さらに一定のデザイン上の特徴がもたらす社会的帰結についての理解は欠けていたように思われる。これらの見落とされていたことが重なり合って、多くのタワー・ブロックが、生活に好ましくない場所へと転落していったのである。

## 防火

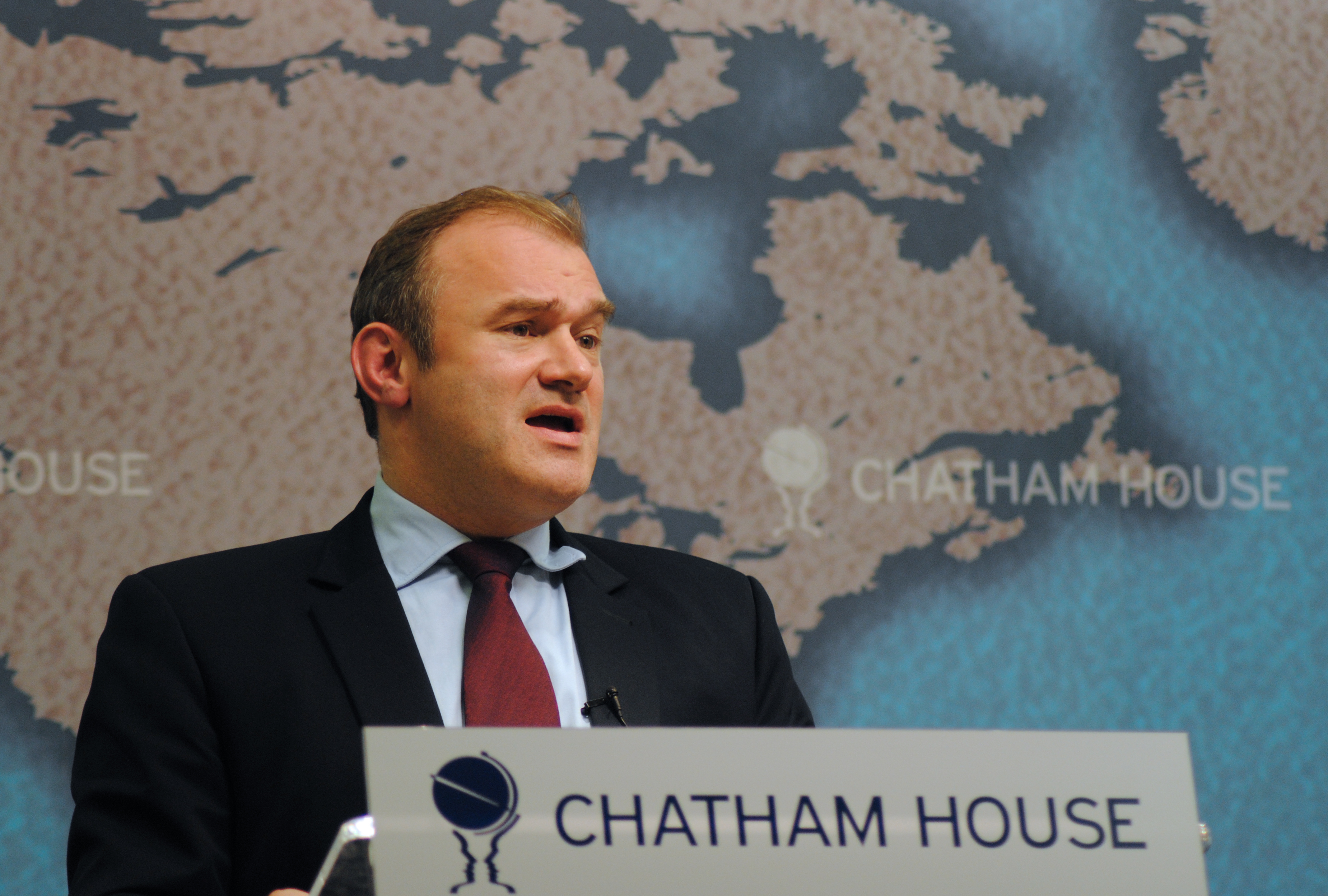
エド・デイヴィー

タワー・ブロックの住民達を護ろうと真剣に取り組むならば、極めて高額な費用がかかるだろうけれども、旧来の設備の改良をする方法もある。しかし実情は、物件の貸し手（例えば地方行政当局）が、現行の基準による防火点検を適切に行っていなかったり、点検の結果の勧告に対処していない、として訴えられることもしばしば起きている。キングストン・アンド・サービトン選挙区選出の庶民院議員エド・デイヴィー（現自民党党首）は、死者が出た2009年のタワー・ブロック火災を受けて、イギリス全国では数多くのタワー・ブロックが不充分な状態のままであるとコメントした。スコットランド西部のノース・エアシャー・カウンシルは、死者の出たタワー・ブロック火災を受けて、建物からプラスチック製の被覆を撤去することを決めた。電気系統、防火扉、その他の維持管理が疎かにされていると、火災発生時の危険が拡大してしまうため、原因が維持管理体制の不備や、設計上の不備に起因しているにもかかわらず、住民にも一定の費用負担が求められている。
もともとタワー・ブロックは、火災が発生すると、高い階層の住民が簡単には避難できなくなり、また消防隊が素早く高層階で活動できるようにはなりにくいため、より多くの死傷者が出やすい傾向があるものと思われる。100人以上の住民が住む建物では、ひとりひとりの住民が火災のリスクを最小限に抑えるよう徹底することが難しくなる。タワー・ブロックの貧しい住民たちは、電気暖房よりも、安い熱源である可燃性の燃料を使うかもしれないし、また喫煙者である可能性も高く（タバコの不始末は家庭における火災の主要な原因）、所有する家具類も、現代の防火基準には当てはまらない古い家具である可能性が高い。2006年に導入された防火規制によれば、新たに建設される高層建築物にはスプリンクラー設備の設置など、より高い水準での防火策が義務付けられているが、より多くの貧しい人々が入居している、2006年より前に建てられたタワー・ブロックには、この規則は適用されていない。近年の研究によれば、 脱出経路は複数を複合的に使用する、つまり階段もエレベーターも使う方が、火災発生時の脱出効率を向上させるものと考えられるようになっている。

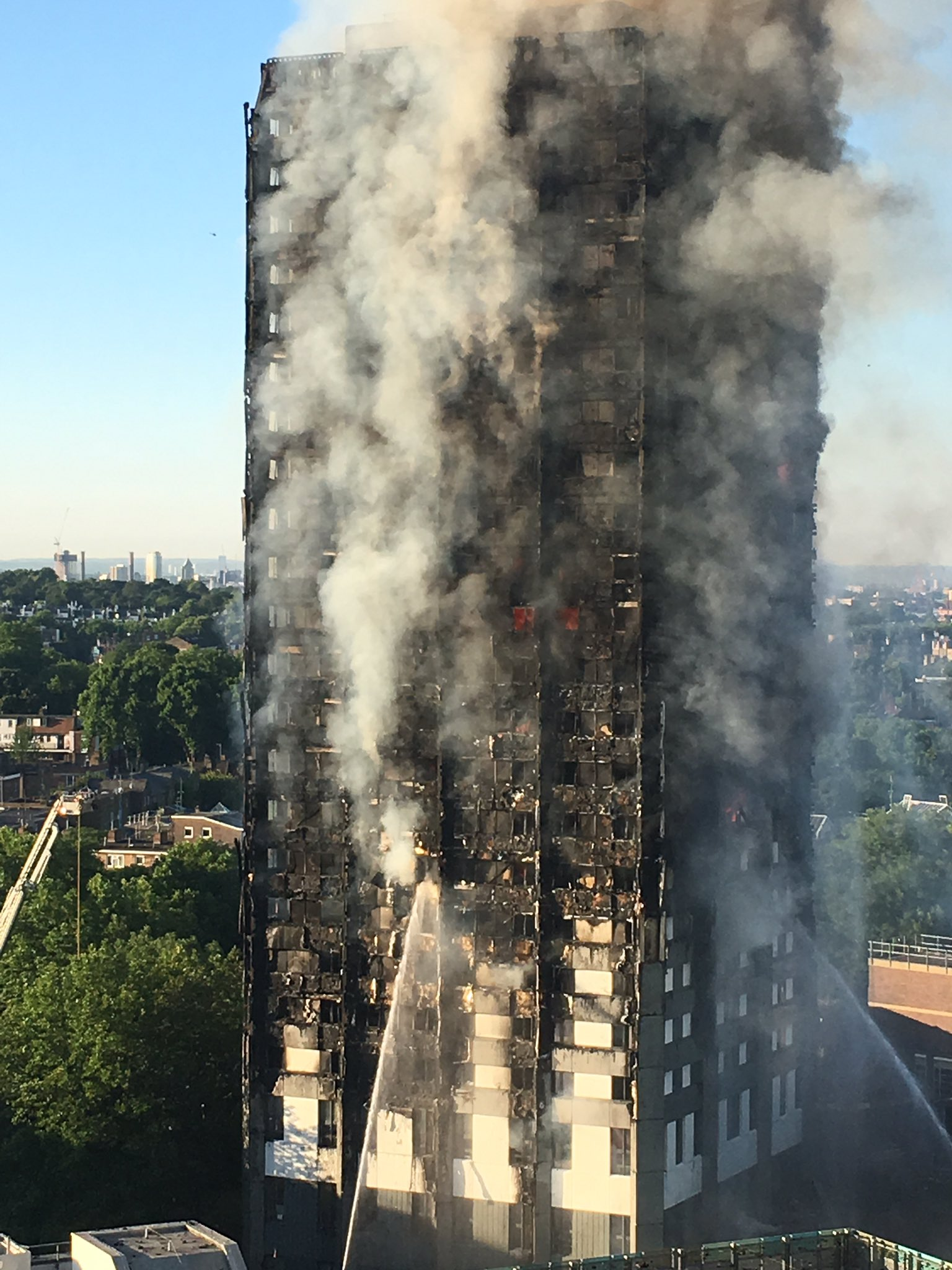
ロンドン、ノース・ケンジントンの「グレンフェル・タワー (Grenfell Tower)」は、防火設備や防災訓練などが不充分であったため、2017年6月の火災で多数の死傷者を出した。

ロンドンのノース・ケンジントンにある、24階建ての「グレンフェル・タワー (Grenfell Tower)」は、2017年6月の火災で破壊された。火の回りは早く、これには最近行われた可燃性の被覆部品を使った外装の改修工事が災いしたものと考えられている。住民に示されていた安全に関する指示によれば、火災発生時には、室内に留まることが推奨されていたが、結果的にこれは致命的な振る舞いであることが明らかになった。このように室内に留まることを指示されていたのは、火災がブロックの外壁を伝って延焼することはないと考えていたためであった。地域の住民団体である、グレンフェル・アクティング・グループ (Grenfell Action Group) は、火災が発生するより前から、防火策が不充分であることに警告を発し、命に関わる事故が起きかねないと懸念を表明していた。グレンフェル・タワー火災は、世界中で数多くの同じような火災が起きている、不適切な被覆が原因で起きた火災であった。こうした被覆は、適切に設置されていないと、火災を悪化させ、延焼の速度を速めてしまう。まず、被覆の形状によって煙突効果が発生すると火炎が急速に上方へ拡散してしまう。また、耐燃性（難燃性）の不充分なプラスチック製被覆は火炎を受けると燃えながら下へ溶け落ちてゆくことにより、火を下の方向にも広げる。こうした炎は空洞の中で広がっていくので、しばしば外側からも内側からも見えず、火災の深刻さが分かりにくくなる。スプリンクラー設備や煙探知機が備えられていても、火災に反応しない場合がある。6人の死者を出したラカナル・ハウス火災では、以前使われていたアスベスト板材に代えて使われていたトレスパという合成繊維の被覆が、アスベストより耐火性に劣っていたことが原因であった。ある匿名のサーベイヤーは、『ガーディアン』紙に次のように語っている。「我々は欠陥を持った建物について、多数の点検を行なっており、しばしば欠陥を見つけ出しています。空隙があってはならないところに空隙があったり、適切な防火壁が設けられているはずのところに、耐火性が劣る部材が使用されていたりすることがあるのです。これらは、建設の際の経費の切り詰めや、工期の短縮のために行われてしまうのですが、我々はしっかり点検して、建物の面を飾っている人たちが適切な訓練を受けていることを確かなものとしなければならないのです。さもなければ、さらに何千人もの人々がリスクに曝されてしまいます。」

## 近年の事例

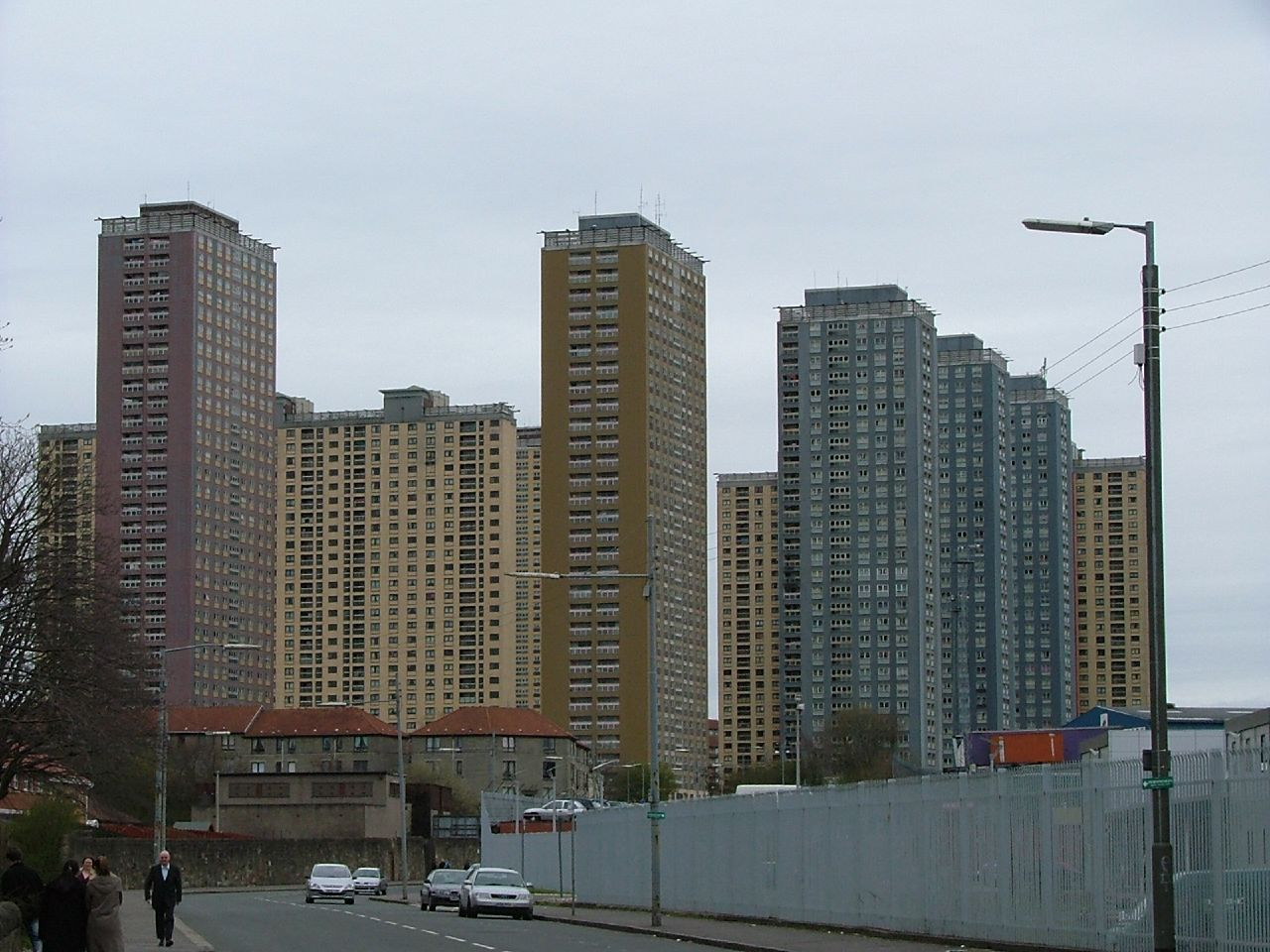
グラスゴーに立つ31階建ての「レッド・ロード (Red Road)」は建設当時、ヨーロッパで最も高層の公共住宅であった。1960年代のイギリスの高層建築の多くがそうであったように、この建物も非難に晒され、後に解体された。

近年では、イギリスの公共住宅や、元公共住宅であった高層建築、例えば、トレリック・タワー、キーリング・ハウス、シヴィル・ハウス、バービカン・エステート、などの住居が、優れた眺望、好ましい立地、建築上の価値などを理由として、若い専門職の人々に好まれ、高い価格が付いているケースがある。リーズでは、市街地中心部の周縁に位置するリトル・ロンドンとラベル・パーク地区を、「若年専門職層 (Young Urban Professionals)」向けの豪華な集合住宅地区とする再開発が計画されている。この計画は、既存の公営住宅を全て撤去し、新たに高層建築の住宅棟を建設するものである。この動きによって行政は、既存の建物の撤去について、様々な事項を再検討しなければならなくなった。
これと同じような動きはグラスゴーでも起きており、2011年には、アイブロックス地区で政府の補助金を得て進められていた若年専門職層向けの良質な賃貸住宅への改変の対象となっていた3棟のタワー・ブロックのうちの1棟が、グラスゴー住宅協会によって保存されることとなった。グラスゴー市当局も、高層住宅ストックへの対処をより慎重に行うようになっており、イギリスの他の都市で見られるような大規模な解体撤去計画を進めるのではなく、状態の良い建物については将来に向けて個々のエステートの改修を行ない、解体撤去は本当にそれが絶対に必要と認められる場合だけに限っている。
30年ほどの空白期間を経て、新たな高層建築の住宅棟がベルファスト、バーミンガム（一部は富裕層向けのザ・メイルボックスのようなもの、他は学生向け）、カーディフ、アバディーン、グラスゴー、リーズ、リヴァプール、ロンドン、マンチェスター、ニューカッスル・アポン・タインなどで再び建設され始めているが、近年のものは「下層階級」向けではなく、しばしば、裕福な専門職層向けとなっている。こうした物件のデベロッパー (開発業者) は、もっぱらアメリカ合衆国で使われてきた用語である「アパートメント・ビルディング (apartment buildings)」を使って物件を売り込んでいるが、これはおそらくは1950年代、1960年代からあるタワー・ブロックから、こうした新しい高層住宅の建物を切り離して別物にしようとする努力の表れなのであろう。新しい高層住宅は、一般的に従来のタワー・ブロックよりもさらに高く、また、一般的に市街地中心部の中や近傍に建設されている。また外装はガラスとアルミニウムで覆われていることもよくある。テレビ番組『Tonight with Trevor McDonald』は、（おそらくは最も開発が進んでいると思われた）リーズとマンチェスターの事例に焦点を当てて、実際に入居者がいるのは全体の半分程度でしかないこと、また、所有者が自ら入居している例がわずか1割程度にとどまる例もあることを紹介した。サウスエンド＝オン＝シーでは、社会住宅（公共住宅）として新たなタワー・ブロックを建設するという計画が議論を呼び、この案の支持者が貧しい人々に住居を提供する手法としては安上がりな方法だとしているのに対し、反対者たちはそのような建物の建設はゲットーを生み出しかねないと主張している。2017年の時点で、ロンドンの住民のおよそ 8% ほどがタワー・ブロックに居住しているとされるが、その中には良質な物件も、下層階級向けの社会住宅も混在している。パディントンのマーチャント・スクエア3番地 (3 Merchant Square) のペントハウス・スイートは、750万ポンドで分譲された。